# Camilo Torrend
Camilo Torrend (Saint-Privat-d'Allier, 21 de junho de 1875 - Salvador, 24 de junho de 1961) foi um padre jesuíta luso-brasileiro nascido em França, e renomado micologista.

## Biografia
Nascido Camille Torrend, teve de novo o desejo de se tornar, como o irmão Jules, um missionário na Zambézia, ingressando destarte a 25 de outubro de 1894 na Companhia de Jesus em Portugal, contando então com dezenove anos de idade.
Após ter continuado os estudos em Dublin, ali se ordena em 29 de julho de 1907 retornando a Lisboa onde se dedica ao estudo de fungos quando em 1910 é forçado ao exílio com a eclosão da revolução republicana, retornando em 1912 até o início da I Guerra Mundial, quando se muda finalmente ao Brasil lecionando inicialmente no colégio Antônio Vieira e depois na Imperial Escola Agrícola da Bahia
Em 1953 Torrend apareceu na revisa O Cruzeiro defendendo a fórmula de um inventor sergipano que seria capaz de curar a calvície masculina por meio de uma substância que ele próprio teria ajudado a criar, chamada então de tricomicina. No ano seguinte a fórmula aparece em anúncio da mesma revista, prometendo eficácia de "100%" no controle da calvície, e novamente trazendo o apoio de Torrend.

## Trabalhos
- 1908. Les myxomycètes. Étude des espèces connues jusqu’ici. Broteria 7: 5–177, tab., fig.
- 1909. Notes de mycologie Portugaise. Résultats d’une excursion à la propriété royale de Villa Viçosa. Boletim de Sociedade Portuquesa de Ciencias Naturais 3: 3-7
- 1912. Les Basidiomycetes des environs de Lisbonne et de la région de S. Fiel (Beira Baixa). Brotéria Ser. Botânica 10: 192-210
- 1913. Troisième contribution pour l’étude des champignons de l’île de Madère. Brotéria Ser. Botânica 9: 65-181
- 1913. Les Basidiomycetes des environs de Lisbonne et de la région de S. Fiel (Beira Baixa) [cont.]. Brotéria Ser. Botânica 11: 20-64
- 1913. Les Basidiomycetes des environs de Lisbonne et de la région de S. Fiel (Beira Baixa) [concl.]. Brotéria Ser. Botânica 11: 54-98
- 1940. As poliporaceas da Bahia e Estados limítrofes. Anales de la Reunión Sul-Amer. Bot. 1938 2: 325-341